# Kyle Hart
Kyle Patrick Hart (Cincinnati, 23 novembre 1992) è un giocatore di baseball statunitense, di ruolo lanciatore, che gioca per i San Diego Padres (MLB).
In precedenza ha giocato in MLB con i Boston Red Sox (esordendo nel 2020), per poi passare a giocare in KBO con gli NC Dinos.